# Endiandra sulavesiana
Endiandra sulavesiana är en lagerväxtart som beskrevs av André Joseph Guillaume Henri Kostermans. Endiandra sulavesiana ingår i släktet Endiandra och familjen lagerväxter. Inga underarter finns listade i Catalogue of Life.